# Партасова, Наталия Юрьевна
Ната́лия Ю́рьевна Парта́сова (род. 4 декабря 1957) — российский региональный (Чувашская Республика) государственный и хозяйственный деятель. Председатель Кабинета министров Чувашской Республики (2002—2004).
Заместитель генерального директора по взаимодействию с органами государственной власти Акционерного общества «Научно-производственный комплекс „Элара“ имени Г. А. Ильенко» (Чебоксары, с 2019).

## Биография

### Происхождение
Родилась 4 декабря 1957 года в Чебоксарах. Отец — учёный-зоотехник — Шапошников Юрий Васильевич; мать — Клара Лукинична Спасова. Дед — бывший глава правительства Чувашии — Спасов Лука Семёнович.
Училась в школе № 1 города Чебоксары. В 1981 году окончила Чувашский государственный университет им. И. Н. Ульянова.

### Карьера
В 1981—1992 годах — экономист на Чебоксарском заводе промышленных тракторов. С 1992 по 1996 год занимала должность заместителя главного специалиста по финансам, директор по финансам и экономике АО «Дизельпром» (Чебоксары).
С сентября 1996 по октябрь 2001 года — первый вице-мэр города Чебоксары. С января 2002 по апрель 2004 года — председатель Кабинета Министров Чувашской Республики.
С апреля 2004 по декабрь 2006 года — 1-й заместитель генерального директора по стратегическому маркетингу ОАО НПО «Элара» (Чебоксары). С января 2006 — президент, с ноября 2006 председатель совета директоров ОАО «Агромашхолдинг» (ликвидировано в 2021). С сентября 2007 года — вице-президент ООО Компания корпоративного управления Концерн «Тракторные заводы» (уставный капитал: 10 000 руб.). С 2019 года — заместитель генерального директора по взаимодействию с органами государственной власти АО «ЭЛАРА».
Заместитель Председателя Комитета при Бюро ЦС «Союза машиностроителей России» по тракторному, сельскохозяйственному, лесозаготовительному, коммунальному и дорожно-строительному машиностроению.
Председатель Общественного Совета при Главе Чувашской Республики (с 2020).

## Семья
Муж Олег Никитич Партасов окончил экономический факультет Чувашского государственного университета им. И. Н. Ульянова. Работал генеральным директором Республиканского государственного унитарного предприятия «Чуваштоппром» (до 2004 года). Супруги Партасовы воспитывают сына.

## Награды и звания

### Награды Российской Федерации
- Благодарность Правительства Российской Федерации (2003) — За большой личный вклад в содействие проведению реформы бюджетной сферы на региональном уровне и реализацию программ реформирования региональных финансов[13].
- Почётный машиностроитель — звание Министерства промышленности и энергетики РФ[8]
- Золотая медаль «За вклад в развитие АПК России» Министерства сельского хозяйства РФ[8]

### Награды Чувашской Республики
- Заслуженный экономист Чувашской Республики (1998)[14]
- Медаль ордена «За заслуги перед Чувашской Республикой»[1]

### Награды города Чебоксары
- Медаль «За заслуги перед городом Чебоксары» (2019)[9].
- Почётный гражданин города Чебоксары (2020)[15][16][17]

### Общественные награды
- Общественный орден «Екатерина Великая» Академии проблем безопасности, обороны и правопорядка[8]
- Лауреат Национальной премии общественного признания достижений женщин «Олимпия» Российской Академии бизнеса и предпринимательства[18] в 2003 г.
- «50 самых влиятельных деловых женщин России» журнала «Финанс»[10]